# Turboveg
Turboveg is een databasemanagementsysteem ontworpen voor de opslag, selectie en export van vegetatiedata. Het programma wordt uitgegeven door Alterra, Wageningen.
Vegetatieopnamen (relevés) kunnen worden toegevoegd aan de digitale database van Turboveg. Het programma kan de gegevens exporteren in verschillende formats zoals Excel, Cornell Condensed Format Files (CCFF) onder andere voor Twinspan en Canoco voor verdere analyse. Turboveg kan ook GIS-gegevens exporteren naar shape-files en Google Earth.
Turboveg is ontwikkeld door Nederlands vegetatiekundige Stephan Hennekens. De naam 'Turboveg' is bedacht door Joop Schaminée.